# Путь вампира
«Путь вампира» — американский фильм ужасов 2005 года режиссёров Сары Брюс и Эдуардо Дюрао. Премьера фильма состоялась 22 февраля 2005 года.

## Сюжет
После убийства графа Дракулы вампиры ушли в подполье, они больше не охотятся за живыми людьми, а питаются кровью мёртвых животных и живут вдали от глаз людских. Одним из главных вампиров стал потомок Дракулы принц Себастьян. В это время Абрахам Ван Хельсинг спокойно работает себе доктором в одной из больниц Лос-Анджелеса. К тому же он заключил договор с самим Господом Богом и будет бессмертным до тех пор, пока не убьёт последнего из вампиров. Однако вампиры вскоре возмужали и стали охотится на бомжей и проституток. Тут-то и Ван Хельсинг решает не сидеть сложа руки и организует охоту на вампиров. Кроме того, его жена была укушена вампиром и, соответственно, также стала им. Ван Хельсинг рекрутирует служителей церкви и обучает их приёмам ведения боя с вампирами. Далее разворачивается действо по противостоянию между командой Ван Хельсинга и «армией» (как называет её Себастьян) Себастьяна.

## В ролях
- Ретт Джиллз — Абрахам Ван Хельсинг
- Пол Логан — Дракула
- Андреас Бекетт — Себастьян
- Денис Бутте — Ариана
- Мэтт Даллас — Тодд